# Z Camelopardalis
Z Camelopardalis (Z Cam / TYC 4380-1032-1) es una estrella variable cataclísmica en la constelación de Camelopardalis —la jirafa—, prototipo de una subclase de variables dentro de las novas enanas. Se encuentra a 530 años luz de distancia del sistema solar.
Z Camelopardalis es una estrella binaria compuesta por una estrella amarilla de tipo espectral G1 que ha abandonado la secuencia principal y una enana blanca. El período orbital del sistema es de 7 horas y 21 minutos. La enana blanca succiona material rico en hidrógeno de su compañera, que forma un disco de gas y polvo que gira a su alrededor. Cada pocas semanas se produce una erupción que multiplica por 40 su luminosidad, cuando la inestabilidad causa que el material impacte en la superficie de la enana blanca. Z Camelopardalis es el prototipo de una subclase de novas enanas —estrellas Z Camelopardalis— que durante un período se detienen en un determinado brillo por debajo de su pico. Este periodo se puede extender hasta más de un año, sin que haya manera de saber cuando acaba exactamente.
Observaciones llevadas a cabo en el ultravioleta por el satélite GALEX han permitido ver una cubierta masiva rodeando a Z Camelopardalis producida por una erupción miles de veces más brillante, que evidencia que en la nova enana tuvo una explosión clásica de nova hace varios miles de años. Ello ha permitido, por vez primera, relacionar en una misma estrella una nova enana y una nova clásica.